# Paraflex Comp
Paraflex Comp var ett analgetikum som användes för muskelavslappning och smärtlindring vid måttliga till svåra smärttillstånd, till exempel ryggskott och muskelsträckningar. Aktiva substanser var klorzoxazon, dextropropoxifen och acetylsalicylsyra. Paraflex Comp avregistrerades i oktober 2005 och tillhandahålls ej i Sverige. En äldre version av Paraflex Comp, som avregistrerades i oktober 1969, innehöll klorzoxazon, acetylsalicylsyra och kodein. Paraflex, innehållandes enbart klorzoxazon som aktiv substans, finns kvar. 
Paraflex Comp förskrevs ej till patienter som missbrukar alkohol eller när missbruk av preparat med centraldämpande effekt kunde misstänkas. Missbruk av dextropropoxifen finns beskrivet.
Paraflex Comp ska aldrig kombineras med alkohol då det innehåller dextropropoxifen som tillsammans med alkohol är svårt andningsdeprimerande.